# Гросвольтерсдорф
Гросвольтерсдорф (нем. Großwoltersdorf) — община в Германии, в земле Бранденбург.
Входит в состав района Верхний Хафель. Подчиняется управлению Гранзее унд Гемайнден. Население составляет 860 человек (на 31 декабря 2010 года). Занимает площадь 52,11 км².
Коммуна подразделяется на 3 сельских округа.
| Год  | Население |
| ---- | --------- |
| 1990 | 1 035     |
| 1995 | 990       |
| 2000 | 992       |
| 2005 | 966       |
| 2010 | 860       |
| 2015 | 793       |
| 2020 | 778       |

## Фотографии

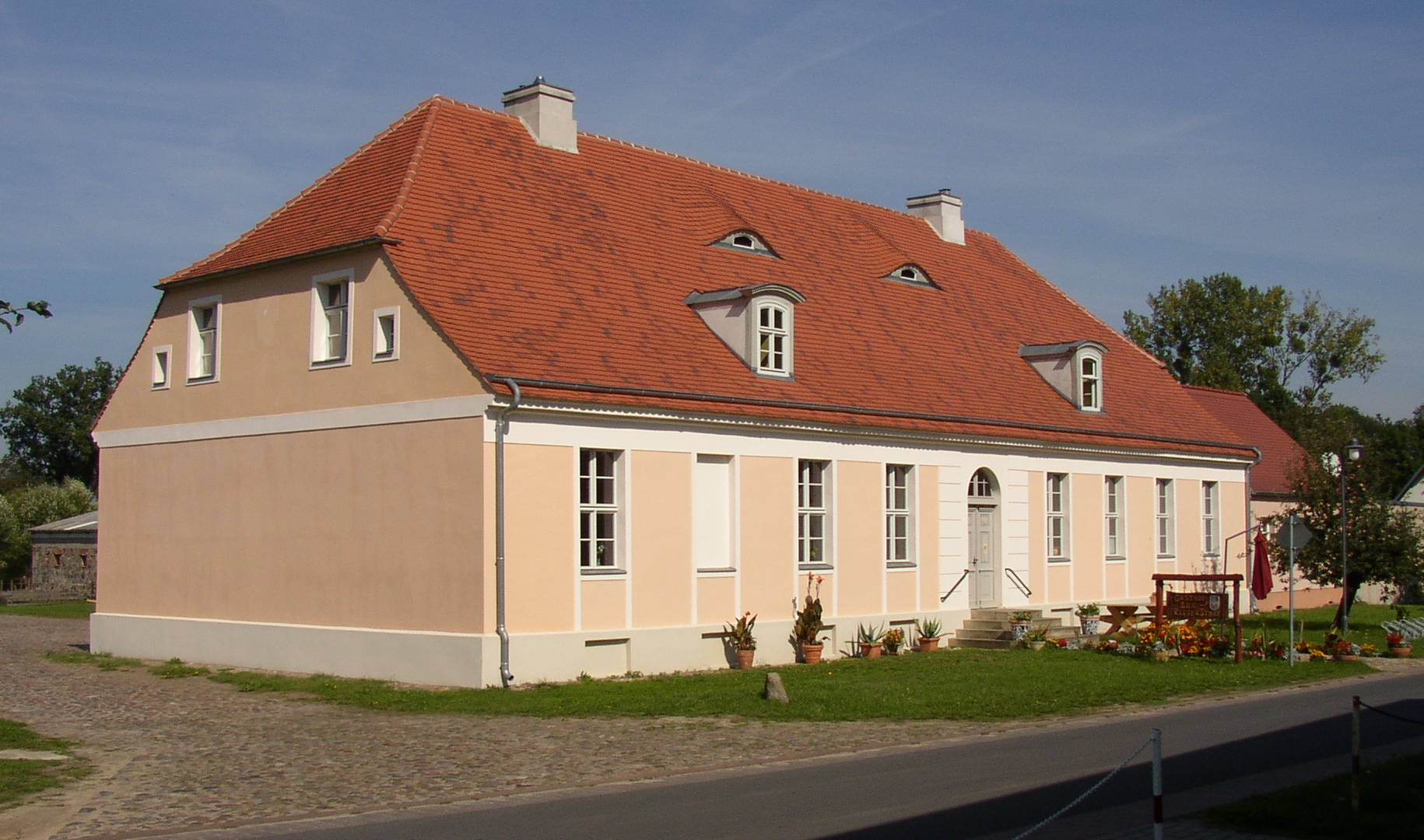
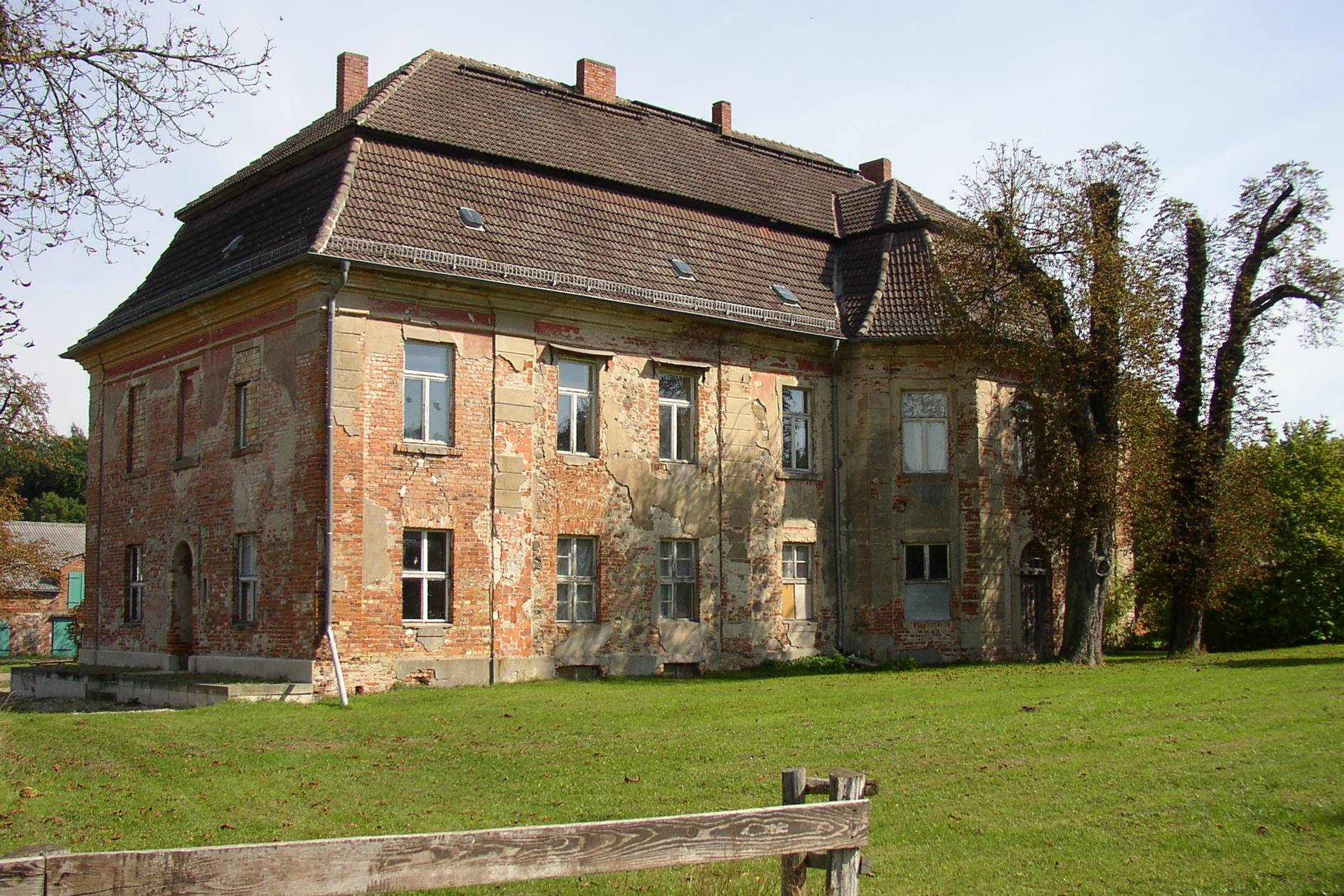
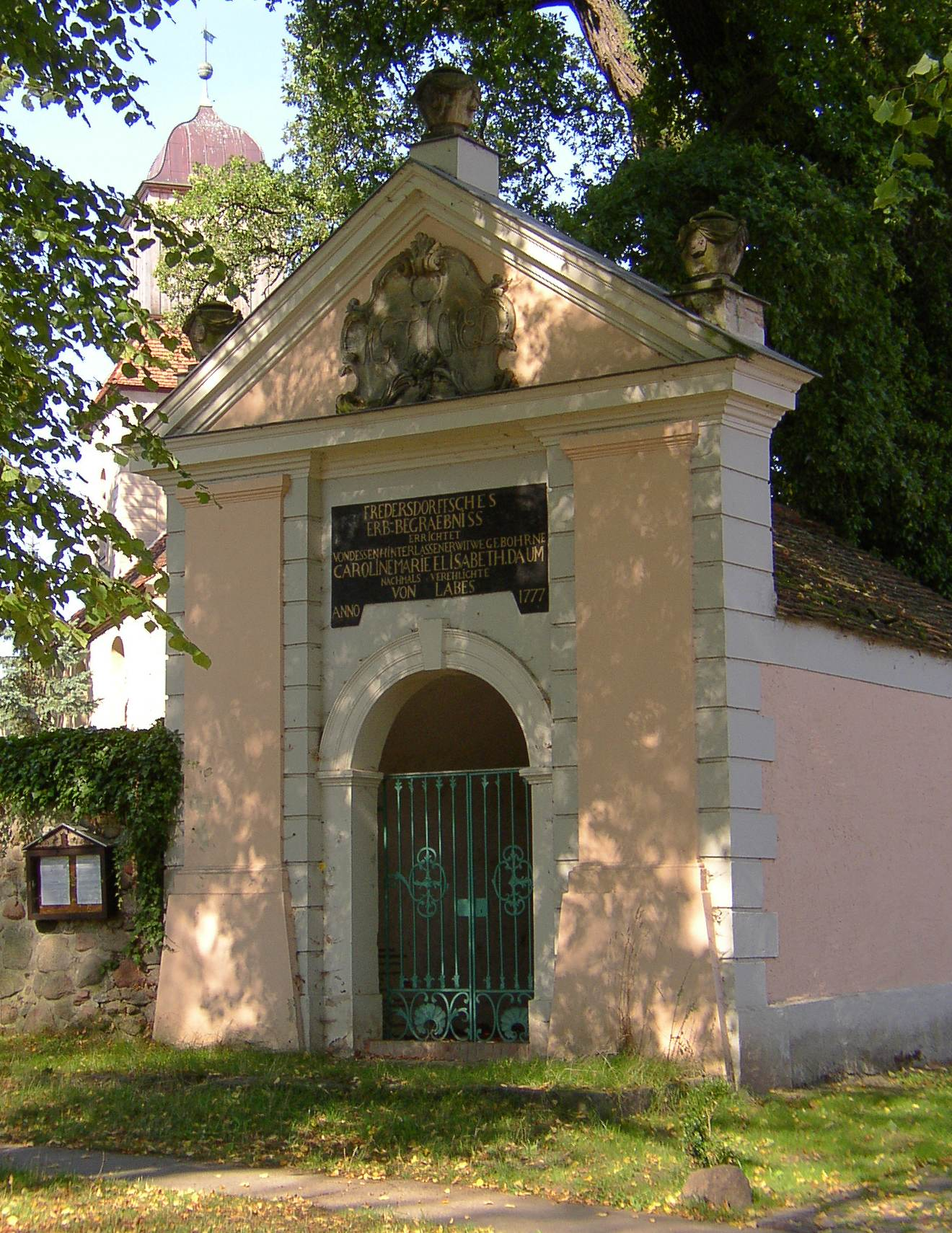